# Фашизм
Фаши́зм (итал. fascismo, от лат. fascis — «связка, пучок») — разновидность ультранационалистической идеологии и общественно-политического движения, а также устанавливаемого на их основе диктаторского режима.
Фашизм как идеология включает идею «нового рождения» (палингенеза) народа, нации или расы, а также реваншизм, вождизм, экспансионизм, элитаризм, социальный дарвинизм, этатизм, корпоративизм; антилиберальную и в конечном счёте антиконсервативную направленность, антидемократизм, отрицание выборной демократии, социал-демократии, антикоммунизм, антисоциализм, антимарксизм и милитаризм; в ряде случаев расизм. Отмечается надклассовый характер идеологии фашизма. Фашизм имеет разнообразные интеллектуальные и культурные источники и сочетает в себе противоречивые идеи (как революционные, так и консервативные), включает рациональные и иррациональные элементы. Занимает крайне правое место в традиционном лево-правом политическом спектре.
Фашизм как политический режим характеризуется централизованной автократией, милитаризмом, корпоративизмом в экономике, жёсткой социальной иерархией, силовым подавлением оппозиции и индивидуальных свобод, а также стремлением к мобилизации общества и тотальному контролю над обществом; и в ряде случаев политикой геноцида.
Фашистская идеология — феномен современного общества, связанный с процессами модернизации. Первые фашистские движения возникли в Италии после окончания Первой мировой войны, а затем распространились на другие европейские страны. Конкретные формы фашизма различались в зависимости от культурных и исторических обстоятельств. Классическими фашистскими режимами обычно считаются нацистская Германия и фашистская Италия, между которыми отмечаются существенные различия; существование фашизма как общего явления оспаривается.
Крайний авторитаризм и национализм фашизма порождают радикальный расизм — стремление к расовой чистоте или к установлению власти расы господ, что провоцирует массовые убийства, принудительную стерилизацию, геноцид или депортации.
После поражения фашистских режимов в развязанной ими Второй мировой войне лишь немногие партии и движения открыто называли себя фашистскими. Чаще этот термин используется их политическими оппонентами негативно или уничижительно.

## Этимология

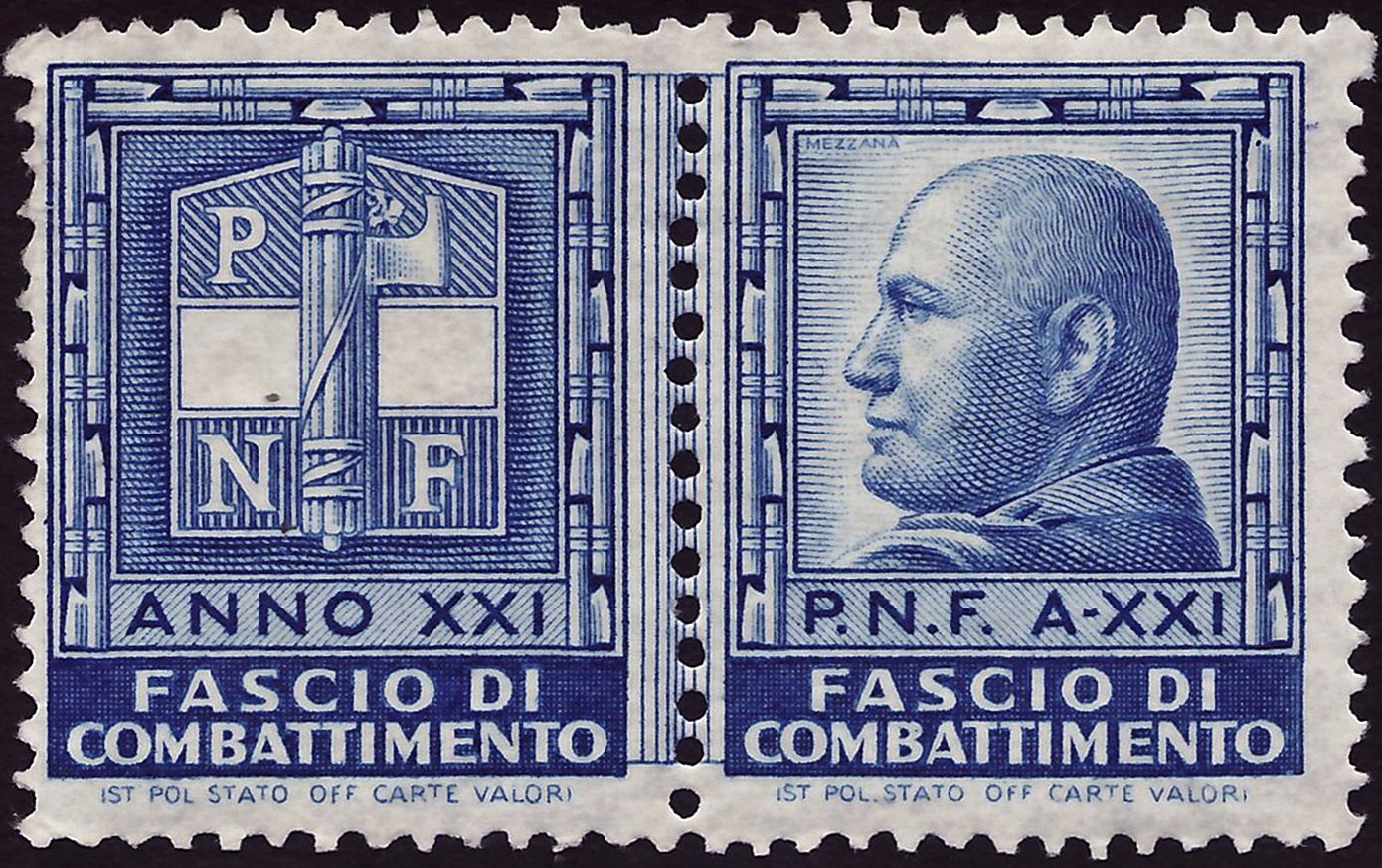
Бенито Муссолини и «Союз борьбы» (Fascio di combattimento) на почтовой марке Италии

Термин фашизм происходит от итальянского fascio (фа́шо) — «союз» (например, название политической радикальной организации Бенито Муссолини — Fascio di combattimento — «Союз борьбы»). Это слово, в свою очередь, восходит к латинскому fascis — «прутья, розги», которые, в частности, в Древнем Риме были символом власти магистратов. Фасции связывали в пучки — фашины. Фашины в мирное время носили ликторы — почётные стражники высших магистратов римского народа. Магистрат имел право применения телесного наказания, он мог своей властью приказать стражникам высечь любого встречного, для чего ликторы и носили розги (фасции). В военное время полномочия магистрата расширялись вплоть до смертной казни, поэтому в фашины вставляли топоры. С тех пор изображение фасций присутствует в символах и эмблемах государственной власти многих стран (например, на Эмблеме Франции, эмблеме Федеральной службы судебных приставов Российской Федерации, штандарте председателя Службы Безопасности Украины).

## Историография
Начиная с 1920-х годов отмечается отсутствие консенсуса в том числе по основным вопросам определения фашизма.
Учёные-марксисты предполагали, что фашизм является частью международной волны капиталистической реакции. В советских научных работах за основу было взято определение фашизма, принятое на XIII пленуме Исполнительного комитета Коммунистического интернационала как «открытой террористической диктатуры». Например, Советский энциклопедический словарь даёт следующее определение фашизма:

Фашизм — политическое течение, возникшее в капиталистических странах в период общего кризиса капитализма и выражающее интересы наиболее реакционных и агрессивных кругов империалистической буржуазии. Фашизм у власти — открыто террористическая диктатура наиболее реакционных сил монополистического капитала. Важнейшие черты фашизма — применение крайних форм насилия против рабочего класса и всех трудящихся, воинствующий антикоммунизм, шовинизм, расизм, широкое использование государственно-монополистических методов регулирования экономики, политическая (часто лжесоциалистическая) демагогия с целью создания массовой базы (главным образом за счёт мелкой буржуазии) для фашистских партий и организаций. Внешняя политика фашизма — политика империалистических захватов.
Политолог Андреас Умланд писал, что «печально известное определение фашизма Коминтерном в 1933 г. … сыграло немалую роль в недооценке динамики и популярности фашизма левыми силами в межвоенной Европе».
На основании советского определения фашизма в советских энциклопедических изданиях к фашистским государствам причисляли Италию во времена правления Муссолини, Германию во времена правления Гитлера, Польшу с 1935 года, Латвию с 1934 по 1940 год, Венгрию с 1920 по 1944 год, Португалию с 1932 по 1974 год, Испанию с 1939 по 1975 год, Чили во времена правления Пиночета, Грецию с 1967 по 1974 год, Парагвай с 1954, ЮАР во времена апартеида.
Широкое использование термина «фашист» политическими группами с 1960-х годов для описания различных правительств и служб в Европе и Соединённых Штатах практически уничтожило любое значение или актуальность данного термина.
С конца 1980-х годов среди академических историков и социологов проявляется значительный интерес к исследованию феномена фашизма. Выпускается целый ряд научных монографий в Европе (например, Хуан Линц, Джордж Мосс, Роджер Гриффин).
В течение 1990-х в концептуализации фашизма и понимании конкретных аспектов его исторического проявления прослеживалась тенденция схождения на группе положений. В частности, существует научный консенсус о том, что у фашизма была собственная самобытная идеология и оригинальная культура.
По мнению Андреаса Умланда, постсоветское российское толкование фашизма подверглось фрагментации, а использование термина «фашизм» в публичном дискурсе страдает от «гиперинфляции». Умланд выделяет как минимум четыре группы авторов и различных тенденций в трактовке понятия «фашизм»: публицисты, до сих пор поддерживающие более или менее видоизменённые версии стандартного советского определения фашизма; авторы, представляющие фашизм как западную по своей сути форму экстремизма; публицисты, чрезмерно свободно толкующие данный термин и называющие «фашистскими» широкий спектр авторитарных и националистических направлений; близкие к западным толкованиям термина, такие как Валерий Михайленко, Валентин Буханов, Александр Галкин и др. Галкин объединил свои предыдущие оценки фашизма в сжатой дефиниции «правоконсервативный революционаризм». Последняя, четвёртая школа в значительной степени находится в согласии со сравнительными исследованиями неофашизма на Западе.
«Белыми пятнами» в современном научном изучении феномена являются такие проблемы, как протофашизм, фашистский интернационал, взаимосвязи между революционной и контрреволюционной логикой межвоенного фашизма, внеевропейские разновидности фашизма, «групускулярность» современных ультранационалистических движений.

## Понятие
В узком смысле под фашизмом понимается итальянский фашизм, праворадикальное политическое движение тоталитарного типа в Италии в 1919—1944 годах под руководством Бенито Муссолини. В более широком варианте термин применяется для обозначения общественно-политических движений и идеологий крайне правого толка и соответствующих им форм государственного правления, которые обладают рядом общих признаков, «общего фашизма» (англ. generic fascism).

### Признаки
Немецкий историк Эрнст Нольте в качестве основы фашизма выделял три идеологических «анти-»: антимарксизм, антилиберализм и антиконсерватизм. К ним добавляются две характеристики движения: принцип лидерства и партийность.
Американский исследователь Стэнли Пейн к трём «анти-» Нольте добавляет следующие характеристики: национализм, авторитарный этатизм, корпоративизм, синдикализм, империализм, идеализм, волюнтаризм, романтизм, мистицизм, милитаризм, насилие.
По мнению немецкого историка Вольфганга Виппермана, основными чертами идеологии фашизма являются: традиционализм, национализм, корпоративизм, антилиберализм, антидемократизм, антикоммунизм, экстремизм, этатизм, элементы популизма, милитаризм, часто — вождизм, декларирование опоры на широкие слои населения, не относящиеся к правящим классам.
Американский политолог и историк Роберт Пакстон писал, что фашизм включает антилиберальные ценности, агрессивный насильственный национализм и расизм, а также новую эстетику инстинкта и насилия; его определяющие элементы — неограниченный особый суверенитет, склонность к войне и общество, основанное на насильственном исключении.
Американский историк Роберт Суси писал, что хотя фашистские партии и движения значительно различались, они имели много общих черт, включая крайний милитаристский национализм, презрение к избирательной демократии, политическому и культурному либерализму, веру в естественную социальную иерархию и господство элит, а также стремление создать народную общность (нем. Volksgemeinschaft), в котором индивидуальные интересы должны подчиняться благу нации.
Согласно Умберто Эко («Вечный фашизм»), если в обществе наблюдается 6—7 признаков из списка из 14 пунктов, то оно близко к наступлению фашизма: 1) культ традиции; культурный синкретизм, подразумевающий пренебрежение к противоречиям в содержащих высшую истину древних откровениях; 2) неприятие модернизма, иррационализм. В пример приводится противопоставление «крови и почвы» «дегенеративному искусству» в нацистской Германии; 3) культ «действия ради действия», недоверие к интеллектуальному; 4) неприятие скептицизма: сомнение трактуется как предательство; 5) ксенофобия, расизм; 6) буржуазность, опора на средний класс; 7) национализм; одержимость теориями заговора, культивация чувства нахождения в осаде; 8) враг изображается как крайне опасный, чтобы последователи чувствовали себя под угрозой, и в то же время достаточно слабый, чтобы его можно было сокрушить; 9) жизнь понимается как непрерывная война, а пацифизм — как потворствование врагу; 10) элитизм, презрение к слабым; 11) культ героизма и культ смерти; 12) мачизм, сексизм, неприятие нестандартного сексуального поведения; 13) «избирательный популизм»: индивидуумы воспринимаются не иначе как единый монолитный Народ, чью волю выражает верховный лидер; неприятие парламентаризма; 14) использование новояза.

### Идеология

Флаг итальянской Национальной фашистской партии

Флаг Национал-социалистической немецкой рабочей партии

Американский историк Роберт Суси в Британнике, К. С. Гаджиев в Новой философской энциклопедии и другие источники относят к фашистским ряд организаций и движений, активных в 1920—1945 годах: НСДАП, Испанская фаланга, усташи, португальский Национальный союз финляндское Движение Лапуа, Скрещённые стрелы в Венгрии, румынская Железная гвардия и ряд других.
Британский политолог Роджер Гриффин писал, что в рамках сложившегося научного консенсуса фашизм понимается как «подлинно революционная, надклассовая форма антилиберального и, в конечном счёте, антиконсервативного национализма».
В издании Колумбийского университета 1984 года фашизм понимается как организованная форма интегративного радикального националистического авторитаризма.
Социолог фашизма Хуан Линц даёт более пространное определение фашизма: «гипернационалистическое, часто пан-националистическое, антипарламентаристское, антилиберальное, популистское, частично антикапиталистическое и антибуржуазное, антиклерикальное или по меньшей мере неклерикальное движение, ставящее целью национальное и социальное объединение через единую партию и корпоративное представительство».
Британский учёный Роджер Итуэлл даёт более лаконичное определение: фашизм «преследует цель возглавить социальное возрождение на основе холистически-национального радикального третьего пути».
Роджер Гриффин, обращая внимание прежде всего на ценностную составляющую, трактует фашизм как «мифическое ядро» «популистского ультранационализма», вдохновлённого идеей перерождения нации, расы или культуры и созданием «нового человека». Он определяет фашизм как «палингенетический ультранационализм», предполагающий, что в своём мифологическом ядре фашистская идеология нацелена не на возрождение нации (как другие националистически-популистские идеологии), а на её «сотворение заново». Эту концепцию, по мнению Андреаса Умланда, можно считать более или менее принятой на сегодняшний день в англоязычном научном сообществе.
По мнению Гриффина, идеология фашизма прочно связана с модернизацией и современностью, она приняла значительное разнообразие внешних форм для приспособления к конкретному историческому и национальному контексту и привлекла широкий спектр культурных и интеллектуальных течений, как левых, так и правых, антимодернистских и промодернистских. Главной мотивацией идеологии, пропаганды, стиля политики и действия, является видение грядущего возрождения нации из упадка.
А. А. Галкин определял фашизм как «правоконсервативный революционаризм».
Американский политолог и историк Роберт Пакстон определяет фашизм как «форму политического поведения, отмеченную чрезмерной озабоченностью упадком сообщества, униженностью, жертвенностью, компенсированную культами единства, силы и чистоты, на основе которой опирающаяся на массы партия активистов националистов в сложном, но эффективном сотрудничестве с традиционными элитами, отказываясь от демократических свобод, насильственно реализует без этических и легальных ограничений цели внутреннего очищения и международной экспансии».
Кас Мудде и Кристобаль Кальтвассер утверждают, что, хотя фашизм «заигрывал с популизмом… в попытке заручиться массовой поддержкой», его лучше рассматривать как элитарную идеологию. В частности, отсылают к характерному для фашизма превознесению вождя, расы и государства, а не народа. Они отмечают, что популизм используется различными идеологиями, в том числе фашизмом, либерализмом и социализмом, не обязательно являясь определяющей характеристикой этих идеологий. Они называют сочетание популизма, авторитаризма и ультранационализма «браком по расчёту».
Майкл Манн, полемизируя с противниками отнесения нацизма к фашизму, настаивает на том, что нацизм является фашизмом, и последний следует рассматривать как более общий феномен. Израильский политолог Зеэв Штернхель исключает нацизм из семьи общего фашизма из-за «биологического расизма» нацистской идеологии.

### Психологические трактовки
Существует психологическая и психофизиологическая трактовки понятия «фашизм», в рамках которых фашизм рассматривается как патологическое отклонение в массовом и/или индивидуальном сознании. Австрийский психолог Вильгельм Райх, в годы нацизма вынужденный покинуть Европу, заявлял, что «фашизм возникает на основе расовой ненависти и служит её политически организованным выражением».
Бенедетто Кроче понимал фашизм как «нравственную болезнь общества».
Американский философ Ханна Арендт считала, что основной признак фашизма — это культивирование ненависти к внутреннему или внешнему врагу путём создания пропагандистского аппарата, для которого подчас не чуждо и использование лжи для достижения нужного системе эффекта.
Роберт Пакстон писал, что фашизм «высвободил агрессивные эмоции, которые ранее были известны в Европе только во время войны или социальной революции».

### Политический режим

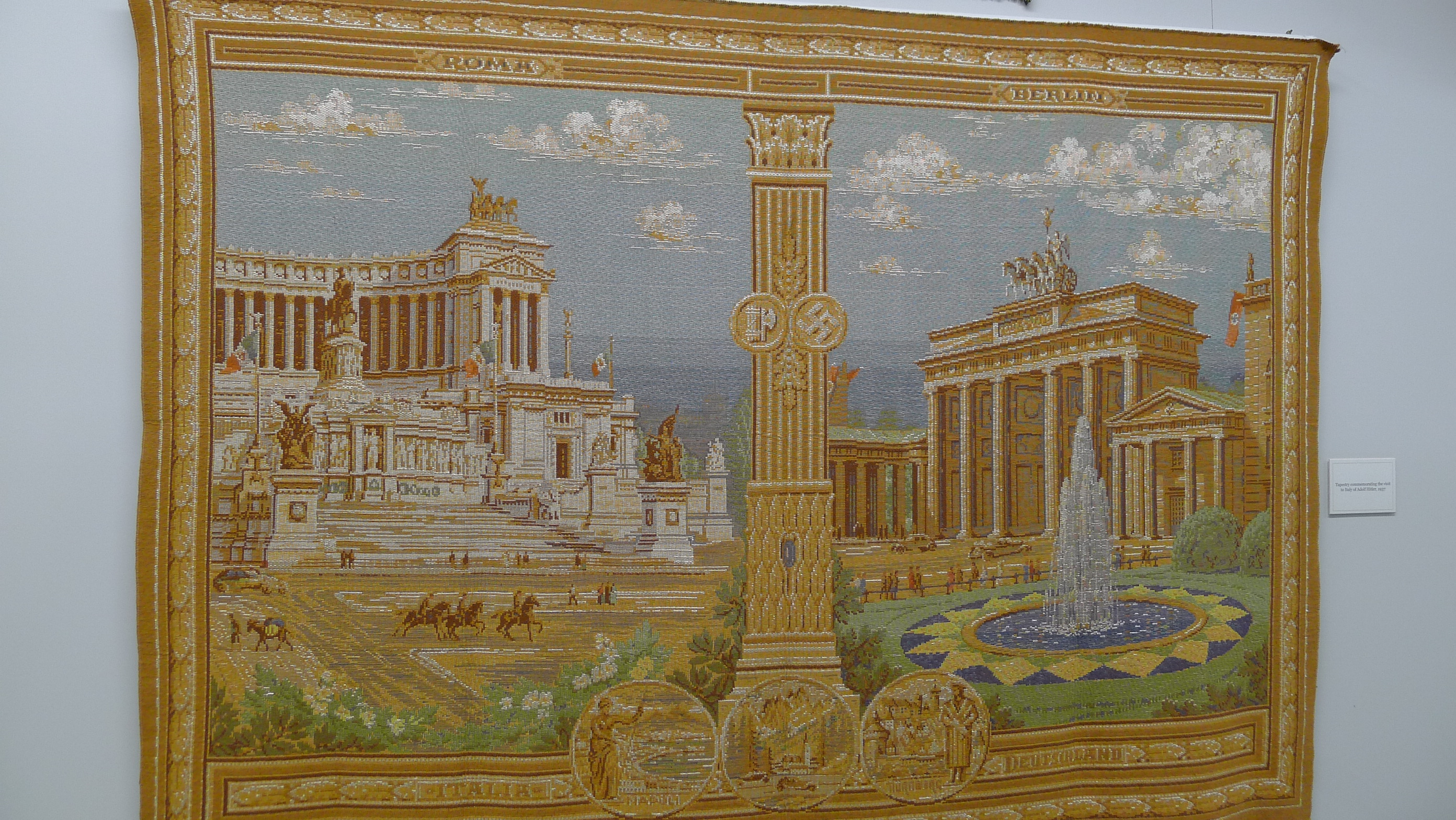
Гобелен, посвящённый визиту Адольфа Гитлера в Италию в 1938 году

Фашизм также рассматривается как государственное устройство, существовавшее в некоторых странах Европы (чаще всего к таким относят Германию во время правления Адольфа Гитлера и Италию при Муссолини) — фашистских государствах до конца Второй мировой войны. Как форма государственного правления фашизм представляет собой диктаторский режим с жёстким контролем над обществом и экономикой.
Фашисты считали полную мобилизацию общества в условиях тоталитарного государства необходимой для подготовки нации к вооружённому конфликту и эффективного реагирования на экономические трудности. Во главе фашистского государства стоит сильный лидер (например, диктатор) и правительство работает в условиях военного положения или близкого к нему, что обеспечивает укрепление национального единства и поддержания стабильности в обществе. Фашизм отвергает представление, что насилие априори имеет негативный характер, и рассматривает политическое насилие и войну как средства, которые могут обеспечить национальное развитие и процветание.
По мнению И. В. Мазурова, как государственная система правления, фашизм является не авторитаризмом, а тоталитаризмом, между которыми имеется существенная разница.
В экономике фашизм обычно стремится достигнуть автаркии (экономической самодостаточности), для чего активно используется протекционизм, государственное регулирование экономики и экономическое вмешательство. Для фашизма характерно подробное и навязчивое государственное управление экономикой и/или обществом. Дирижизм занимал центральное место как в фашистских, так и в коммунистических системах, однако фашистские правительства не требовали перехода к прямой государственной собственности на средства производства, пока экономика могла использоваться для служения целям фашистского режима. Фашистские правительства рассматривали крупный бизнес как полезный для военного производства и отдавали таким предприятиям приоритет при распределении сырья и трудовых ресурсов. Во время Второй мировой войны Германия также массово использовала на производстве бесплатный или низкооплачиваемый принудительный труд миллионов остарбайтеров. 
Фашисты рассматривали как одну из предпосылок мира в обществе корпоративизм — идею о том, что важные решения должны принимать организации, представляющие интересы затрагиваемых ими групп, например, профсоюзы, промышленные ассоциации, семейные организации и тому подобное. Корпоративизм сам по себе не является фашистской идеей, и его в послевоенный период практиковало большинство западных демократических стран — в том смысле, что профсоюзы и промышленные ассоциации участвовали в проработке экономической политики. Фашистский корпоративизм отличался тем, что строился на уничтожении или чистках существующих ранее организаций: фашисты считали, что устранение непатриотического левого или «иностранного» влияния позволит расцвести естественному патриотизму всех классов. Итальянские и немецкие фашисты провозглашали, что эта система защищает работников от эксплуатации, которой те подвергаются на свободном рынке, где их доходы зависят от прихоти капиталиста: вместо классовой борьбы внутри нации должна была установиться гармония. На практике профсоюзы и их объединения — как Германский трудовой фронт — занимали в Италии и Германии подчинённое, жёстко зарегулированное положение, не обеспечивая рабочим коллективного представительства. В обоих государствах были запрещены забастовки. 
По мнению Роберта Пакстона, несмотря на то, что фашизм «поддержал существующий режим собственности и социальной иерархии», его нельзя считать «просто более мускулистой формой консерватизма», потому что «фашизм у власти действительно произвёл некоторые изменения, достаточно глубокие, чтобы их можно было назвать революционными». Эти преобразования нередко приводили фашизм к конфликту с консерватизмом, укоренившимся в семье, церкви, обществе и в сфере собственности. Пакстон считает, что фашизм изменил границы между частным и общественным, резко сократив сферы жизни, которые ранее были неприкосновенно частными; изменил практику гражданства от реализации конституционных прав и обязанностей до участия в массовых церемониях демонстрации лояльности и подчинения; перенастроил отношения между индивидуумом и коллективом, так что у индивидуума больше не было прав вне общественных интересов; расширил полномочия управленческих структур — партии и государства — в стремлении к тотальному контролю.

### Фашистские партии
Часто фактором возникновения и роста фашистских партий является наличие в стране экономического кризиса в случае, если он вызывает также кризис в социальной и политической области. Фашистские партии часто милитаризировались и применяли необычный в то время политический стиль: массовые манифестации, массовые марши, подчёркивание мужского и юношеского характера партии, формы некоторой секуляризированной религиозности, бескомпромиссное одобрение и применение насилия в политических конфликтах. У фашистских партий были сравнительно близкие идеологии и цели, отличительным признаком которых была заложенная в их основу амбивалентность. Фашистская идеология обнаруживает одновременно антисоциалистические и антикапиталистические, антимодернистские и специфически современные, транснациональные элементы. Эти отношения не во всех видах фашизма выступают в одинаковой форме. Антикапиталистические пункты программы, большей частью сформулированные намеренно расплывчатым образом, в ходе развития итальянской НФП всё больше отступали на задний план. Они были относительно сильно выражены у венгерских «Скрещённых стрел», у румынской «Железной гвардии», в некоторых частях фаланги, во французской ФНП Жак Дорио. Напротив, они относительно слабо проявлялись у австрийских хеймверовцев, норвежского «Национального единения», бельгийских рексистов, у некоторых частей остальных французских фашистских партий и у голландской НСС. Крайне антимодернистские установки обнаруживаются у «Железной гвардии». Но и это движение никоим образом не отказывалось применять специфически современные орудия и методы в пропаганде, политике, военном деле и экономике. Поэтому фашизм вообще нельзя описать ни как исключительный антимодернизм, ни как «порыв к современному» или, тем более, как «социальную революцию».
Все фашистские партии были ориентированы на крайний национализм; большей частью они ориентировались на определённые «славные» периоды соответствующей национальной истории, представленной в идеализированном виде. Но мелкие фашистские движения, вольно или невольно, должны были в некоторой степени считаться с национальными интересами других фашистских движений и прежде всего фашистских режимов. Именно вследствие такой ориентации на иностранный фашистский образец с этими партиями боролись не только левые, но и правые силы крайне националистического направления. Все фашистские партии проявляли решительную и бескомпромиссную волю к уничтожению своих политических противников, а также — отчасти произвольно выбранных — меньшинств.

### Фашизм и расизм
По вопросам взаимоотношения фашизма и расизма в науке существуют разные мнения. Сторонники одной точки зрения полагают, что идея биологического расизма была прерогативой нацистского режима, тогда как в фашизме упор делается на нацию, а не расу. Последователи этой теории в целом склонны выделять нацизм как особый исторический феномен, не считая его одной из разновидностей фашизма. Так, по мнению американского историка Джона Лукача, между немецким национал-социализмом и итальянским фашизмом существовало больше различий, чем сходства.
Согласно другой точке зрения, представленной прежде всего Роджером Гриффином и его школой «нового консенсуса», биологический расизм органично вплетается в теорию и особенно практику фашизма, основанную на идее необходимости революционного «возрождения» и «очищения» нации или расы (палингенезиса). Сторонники этой точки зрения, в частности, полагают, что «классический» итальянский фашизм имел более расистский характер, чем было принято признавать в историографии до конца 1980-х годов. Тем не менее, и эти учёные считают биологический расизм лишь одной (хоть и весьма распространённой) из возможных исторически обусловленных разновидностей такого непременного признака фашизма, как ультранационализм, и не считают идею расы неотъемлемым компонентом фашистской идеологии.

## Место в политическом спектре
Большинство учёных помещает фашизм в крайнюю правую часть политического спектра. Это направление исследований акцентируется на социальном консерватизме фашизма и его авторитарных средствах противодействия эгалитаризму. Родерик Штакельберг относит фашизм — включая нацизм, который, по его словам, является «радикальным вариантом фашизма» — к правым идеологиям, объясняя: «Чем в большей степени человек считает абсолютное равенство между всеми людьми желательным условием, тем левее он будет в идеологическом спектре. Чем в большей степени человек считает неравенство неизбежным или даже желательным, тем правее он будет».
Большинство учёных идентифицирует национал-социализм (нацизм) как форму ультраправой идеологии и политики, фашизма и крайнюю форму политического этнического национализма в рамках немецкого националистического движения фёлькише или находившийся под сильным влиянием последнего. Крайне правая идеология в нацизме включают идею, что существуют люди «высшей расы», которые имеют право доминировать над другими людьми и очищать общество от предполагаемых «низших элементов».

## История

### ЭраFin de siècle(Конец века)
Идеологические корни фашизма восходят к 1880 году и, в частности, теме Fin de siècle того времени. Эта тема была основана на противостоянии материализму, рационализму, позитивизму, буржуазному обществу и демократии. Данная интеллектуальная школа считала человека частью более крупной общности и осуждала рационалистический индивидуализм либеральной общественности и распад социальных связей в буржуазном обществе.
Мировоззрение Fin de siècle сформировалось под влиянием различных интеллектуальных разработок, в том числе биологии Дарвина, эстетики Вагнера, расизма Артюра де Гобино, психологии Гюстава Лебона и философии Фридриха Ницше, Фёдора Достоевского и Анри Бергсона. Социальный дарвинизм, который получил широкое признание к тому времени, не делал различия между физической и общественной жизнью и рассматривал существование человека как непрекращающуюся борьбу за выживание. Акцент социального дарвинизма на идентичность биогруппы и роль органических отношений в обществе способствовали легитимности и привлекательности национализма. Новые теории социальной и политической психологии также отвергали понятие рационального поведения человека и утверждали, что влияние эмоций в политических вопросах гораздо больше, чем влияние разума. Предложенная Ницше концепция сверхчеловека и трактовка жажды власти как изначального инстинкта оказали огромное влияние на многих представителей поколения Fin de siècle.
Гаэтано Моска в своей работе «Правящий класс» (1896) разработал теорию, которая утверждает, что во всех обществах «организованное меньшинство» будет доминировать и властвовать над «неорганизованным большинством». Моска утверждал, что есть только два класса в обществе: «управляющих» (организованного меньшинства) и «управляемых» (неорганизованное большинство). Он также утверждал, что организованный характер организованного меньшинства делает его привлекательным для любого человека в неорганизованном большинстве.

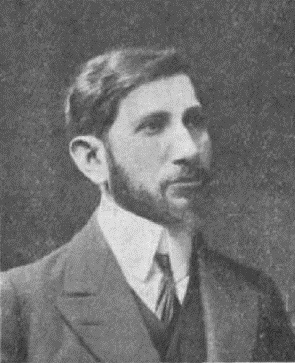
Шарль Моррас

Французский националист и реакционный монархист Шарль Моррас также оказал влияние на развитие фашизма. Он пропагандировал интегральный национализм, призывающий к органическому единству нации. Моррас утверждал, что могущественный монарх является идеальным лидером нации. Моррас не доверял «демократической мистификации народной воли», которая, по его словам, привела к созданию безличного коллективного субъекта. Он утверждал, что могущественный монарх — это персонифицированный властитель, который может использовать свой авторитет для объединения людей внутри страны. Интегральный национализм Морраса был идеализирован фашистами и изменён в модернизированную революционную форму, лишённую монархизма.
Французский революционный синдикалист Жорж Сорель в своих работах выступал за легитимность политического насилия и пропагандировал радикальные меры для достижения революции и свержения капитализма и буржуазии через всеобщую забастовку. В своей самой известной работе «Размышления о насилии» (1908), Сорель подчёркивал необходимость новой политической религии. В своей работе «Иллюзии прогресса» Сорель осудил демократию за реакционный характер, написав, что «нет ничего более аристократичного, чем демократия». К 1909 году после провала синдикалистской всеобщей забастовки во Франции Сорель и его сторонники покинули левых радикалов и примкнули к правым радикалам, где они пытались объединить воинствующим католицизм и французский патриотизм со своими политическими взглядами, поддерживая антиреспубликанских христианских патриотов как идеальных революционеров. Первоначально Сорель официально являлся ревизионистом марксизма, а в 1910 году он объявил о своём отказе от социализма, используя афоризм Бенедетто Кроче, что «социализм умер» из-за «разложения марксизма». С 1909 года Сорель становится сторонником реакционного национализма Шарля Морраса, который, в свою очередь, проявлял интерес к слиянию своих националистических идеалов с синдикализмом Сореля в качестве средства противостояния демократии. Моррас заявлял, что «социализм, освобождённый от демократического и космополитического элемента, подходит национализму так же, как хорошо пошитая перчатка подходит красивой руке».

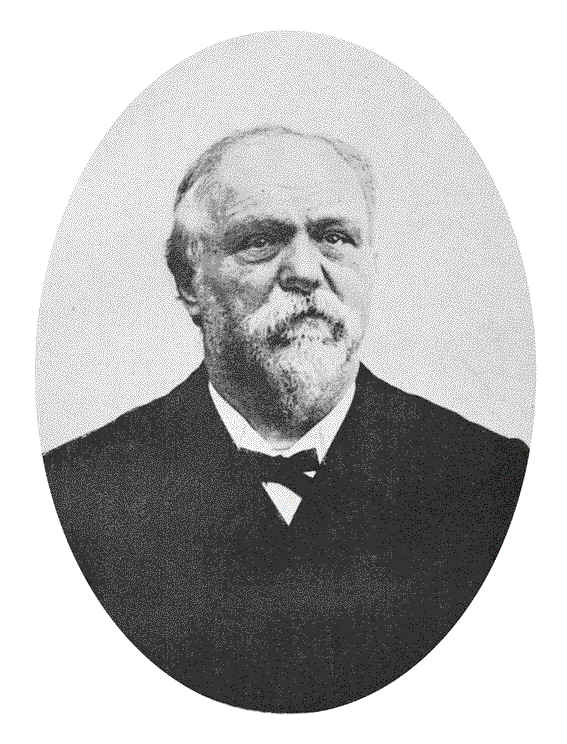
Жорж Сорель

Слияние национализма Морраса и синдикализма Сореля оказали большое влияние на радикального итальянского националиста Энрико Коррадини. Он говорил о необходимости движения национал-синдикалистов во главе с аристократами и антидемократами, которые бы разделяли приверженность революционных синдикалистов к решительным действиям и готовности сражаться. Коррадини говорил об Италии как о «пролетарской нации», которой необходимо проводить политику империализма, чтобы бросить вызов плутократическим режимам Франции и Великобритании. Взгляды Коррадини были частью более широкого набора представлений в правой итальянской националистической ассоциации (ANI), где утверждалось, что экономическая отсталость Италии была вызвана коррупцией в её политическом классе, либерализме и разделении, вызванным «неблагородным социализмом». ANI поддерживала связи и имела влияние среди консерваторов, католиков и деловых кругов. Итальянские национальные синдикалисты придерживались общего принципа: отказ от буржуазных ценностей, демократии, либерализма, марксизма, интернационализма и пацифизма; и пропаганда героизма, витализма и насилия. ANI утверждала, что либеральная демократия больше не совместима с современным миром, и выступала за сильное государство и империализм, заявляя, что люди являются хищниками и что нации находятся в постоянной борьбе, в которой выживают самые сильные.
Футуризм был как художественно-культурным, так и изначально политическим движением в Италии во главе с Филиппо Томмазо Маринетти, написавшим «Манифест футуристов» (1908). В манифесте защищались модернизм и политическое насилие как необходимые элементы политики. В своей работе «Футуристическая концепция демократии» Маринетти отвергал обычную демократию, основанную на власти большинства и эгалитаризме, и предлагал новую концепцию: «Мы поэтому можем дать указания по созданию и демонтажу числа, количества, массе, ибо с нами число, количество и масса никогда не будут такими, как в Германии и России: число, количество и масса посредственных людей, неспособных и нерешительных».
Футуризм повлиял на фашизм в акцентировании признания мужественной природы насильственных действий и войны как необходимости современной цивилизации. Маринетти подчёркивал потребность в физической подготовке молодых людей, писав, что в обучении мужчин гимнастика должна иметь приоритет над книгами. Он также выступал за сегрегацию полов и считал что женская чувствительность не должна влиять на мужское образование, которое, должно быть «живым, воинственным, мускулистым и яростно динамичным».
Немецкий политолог Мануэль Саркисянц писал, что нацизм не является немецким изобретением: философию нацизма, теорию диктатуры сформулировал ещё британский публицист Томас Карлейль, наиболее почитаемый из политических пророков. Позднее его идеи были развиты Хьюстоном Чемберленом. По мнению Саркисянца, все основные доктрины нацизма взяты у Карлейля или у Чемберлена. Как и Гитлер, Карлейль всегда отвергал к парламентскую систему и верил в спасительную добродетель диктатуры. Бертран Рассел в своей книге «История Западной философии» (1946) утверждал: «Следующий шаг после Карлейля и Ницше — Гитлер».

### Межвоенный период
Когда в 1917 году произошла революция в России, а после Первой мировой войны получила распространение «демократическая» революция, в качестве политической реакции на эти изменения поднялись антибольшевизм и антиэгалитаризм, ставшие сильными «реставрационными движениями» на европейской арене. В рамках этой волны сформировались фашистские движения.
В межвоенный период фашизм проявлялся преимущественно в форме возглавляемой элитой «вооруженной партии», которая пыталась, в основном безуспешно, создать массовое популистское движение при помощи «литургического» стиля и программы радикальной политики, которая обещала преодолеть «угрозу», по мнению фашистов, исходящую от международного социализма, спасти нацию от «вырождения» при либерализме и добиться радикального обновления её социальной, политической и культурной жизни в рамках новой эры, которая открывается в истории западной цивилизации.
Фашисты рассматривали Первую мировую войну как революцию, которая принесла масштабные изменения в природу войны и государства. Тотальная война и тотальная массовая перманентная мобилизация уничтожили различия между гражданским населением и непосредственными участниками военных действий. Возникло милитаризованное государство, способное мобилизовать в армию миллионы людей и обеспечить производство вооружения и других ресурсов. Получалось, что все граждане были тем или иным образом задействованы в войне.
Ультраправые движения в 1920—1950-х годах получили распространение в странах Европы и Америки. В Болгарии, Венгрии, Польше, Румынии, Эстонии, Латвии у власти утвердились правые режимы, с большим или меньшим основанием относимые к фашистским.
В среде русской эмиграции также возникло фашистское движение, хотя и не обладавшее большим влиянием, самыми известными организациями которого являлись Всероссийская фашистская партия и Всероссийская фашистская организация.
В период с 1922 по 1945 год к власти в ряде стран пришли фашистские партии и движения: в Италии — возглавляемая Бенито Муссолини Национальная фашистская партия, в Германии — Национал-социалистическая немецкая рабочая партия, или нацистская партия, руководимая Адольфом Гитлером и представлявшая его национал-социалистическое движение, и др.

## Современность

### Фашизм в России

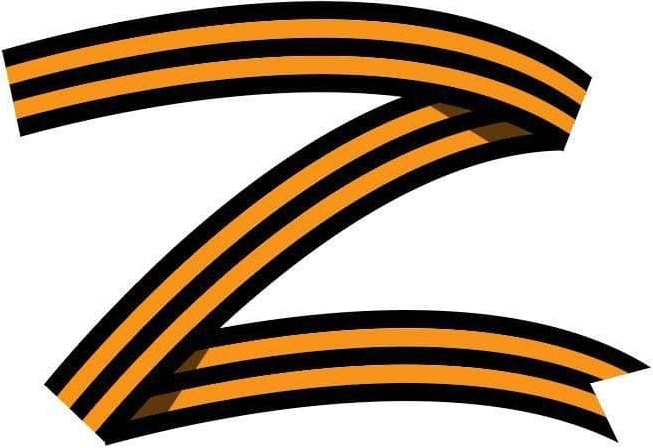
«Z» — символ российского вторжения в Украину в цветах георгиевской ленты

Многие аналитики сравнивали с фашизмом российский режим Владимира Путина. Так, в марте 2022 года американский политолог Александр Мотыль писал, что «жестокое вторжение Путина в Украину» предполагает, что определённо необходимо пересмотреть применимость термина «фашизм» к России. Профессор истории Тимоти Снайдер в мае 2022 года написал для газеты The New York Times статью «Мы должны сказать это вслух: Россия — фашистское государство». Однако другие политологи, изучающие фашизм и авторитарные режимы, возражали, утверждая, что, хотя путинская Россия во многом похожа на фашистские режимы, она не является фашистским государством. Так, профессор Стэнли Пейн говорил, что путинская Россия «не эквивалентна фашистским режимам Второй мировой войны, но она является ближайшим аналогом фашизма, наблюдаемым в крупном государстве, с тех времён».

### В российской пропаганде
«Победа над фашизмом» во Второй мировой войне оставила глубокой след в российском сознании, где фашизм ассоциируется с борьбой против агрессора и оккупанта. Во время украинского Евромайдана российское МИД и правительство Януковича обвиняли украинских протестующих в фашизме и в сотрудничестве с иностранными врагами. Этот нарратив стал ключевым моментом в российской пропаганде, которая создала представление госпереворота на Майдане, и идея фашизма оказалась ассоциированной с украинским национализмом и представлением националистов как инструментов западных сил.
В свою очередь, формирование пророссийских отрядов на востоке Украины также объяснялось через призму этих опасений, мотивировавших их образование. Они видели себя как гражданскую защиту от групп протестующих на Майдане, которые также именовали себя «самообороной». Эти представления о фашизме и силовых методах украинского правительства поддерживались российской пропагандой и убедили часть восточных украинцев в необходимости вооружиться в Донбассе, привлекая патриотически настроенных добровольцев из России.

## Формы

### Фашизм (Италия)

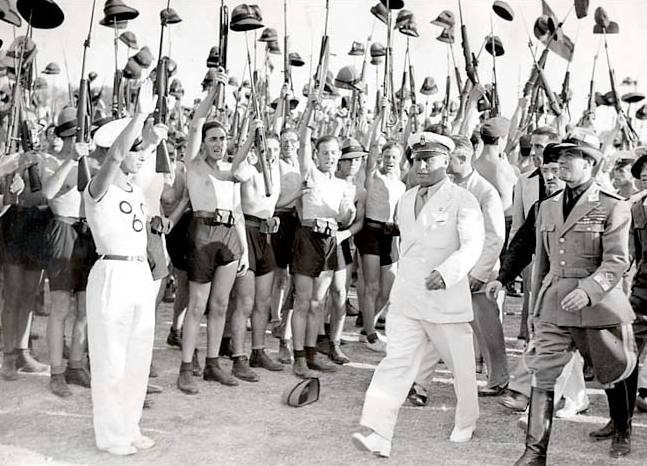
Бенито Муссолини и чернорубашечники в 1935 году

В узком смысле под фашизмом понимают идеологию и политическую систему, установившуюся в Италии в первой половине XX века и тесно связанную с именем итальянского дуче Бенито Муссолини. Начав свой политический путь в Социалистической партии Италии, с началом Первой мировой войны Муссолини порвал связь с социализмом, создав в 1919 году Итальянский союз борьбы, позже ставший Национальной фашистской партией (НФП) (с 1924 по 1943 год — правящая, с 1928 года — единственная легальная в стране). Важной вехой на пути Бенито Муссолини к власти является 1922 год, когда в результате Марша на Рим Муссолини занял должность премьер-министра и сформировал правительство, а два года спустя НФП получила парламентское большинство и стала правящей партией. В ходе Второй мировой войны НФП потеряла власть, была запрещена, а сам Муссолини 28 апреля 1945 года был расстрелян партизанами-коммунистами. Основные положения итальянского фашизма были сформулированы в эссе Доктрина фашизма авторства Муссолини: национализм, идеализм, религиозность, коллективизм, корпоративизм, этатизм, милитаризм, антисоциализм, антилиберализм, империализм. В экономическом плане фашизм продвигал собственный вариант корпоративизма, идея которого заключалась в создании отраслевых корпораций из равного количества представителей предпринимательских организаций и профессиональных союзов, имеющих ограниченные экономические полномочия (в частности, регуляция трудовых отношений), во главе которых находилось министерство корпораций, возглавляемое лично Муссолини. Предполагалось, что это способствует снижению напряжения между социальными классами общества. Также с этой целью были запрещены стачки и локауты как подрывающие национальное единство. Несмотря на теорию расового превосходства, юридически в фашистской Италии оно не было закреплено до тех пор, пока в 1938 году не был утверждён Расовый манифест и были приняты расовые законы.

### Национал-социализм (Германия)

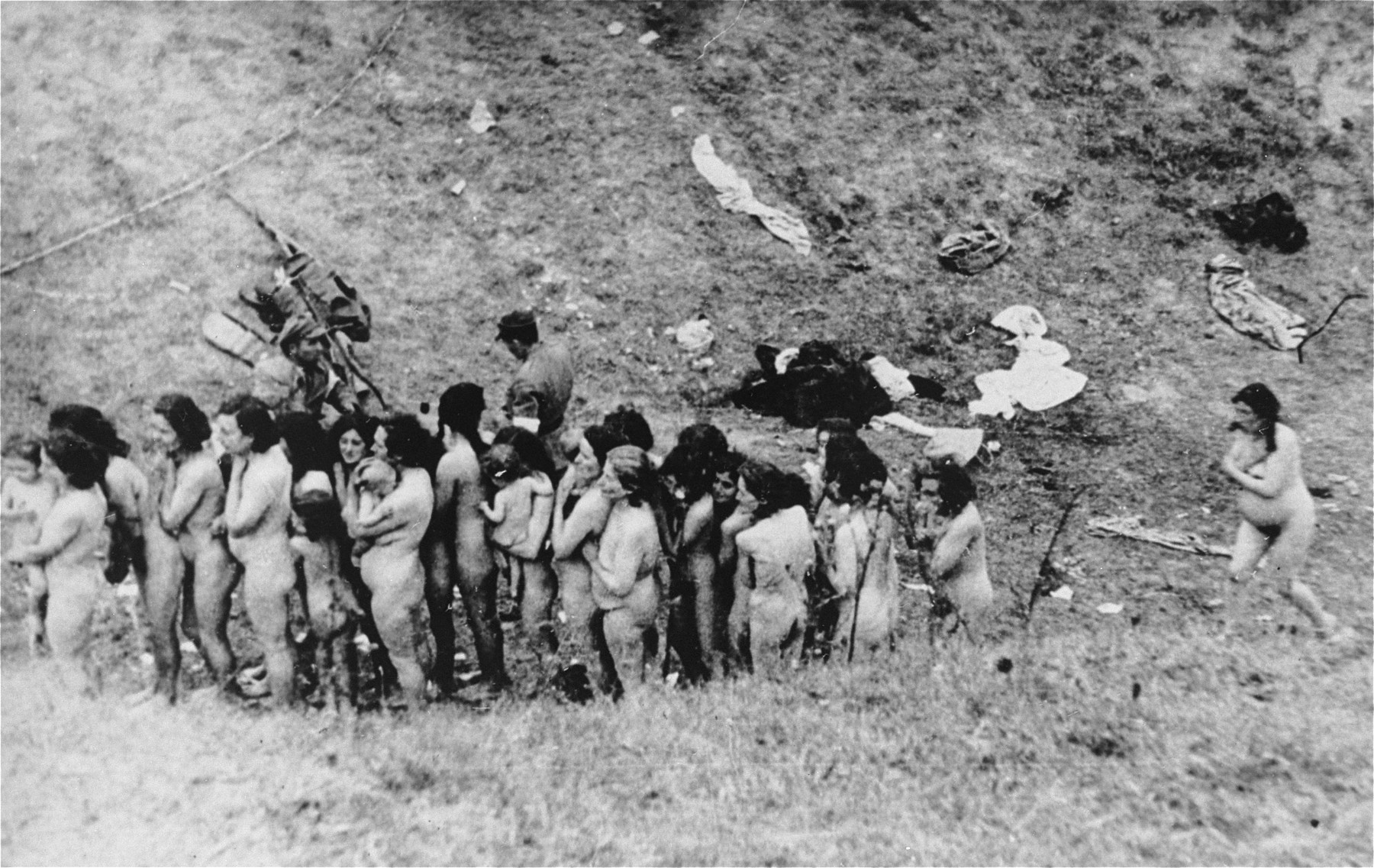
Еврейские женщины из гетто в Мизоче (Польша, ныне Украина), некоторые из которых держат на руках детей, ждут очереди на свою казнь, осуществляемую сотрудниками немецких Полиции безопасности (Зипо) и Службы безопасности (СД) при поддержке Украинской вспомогательной полиции

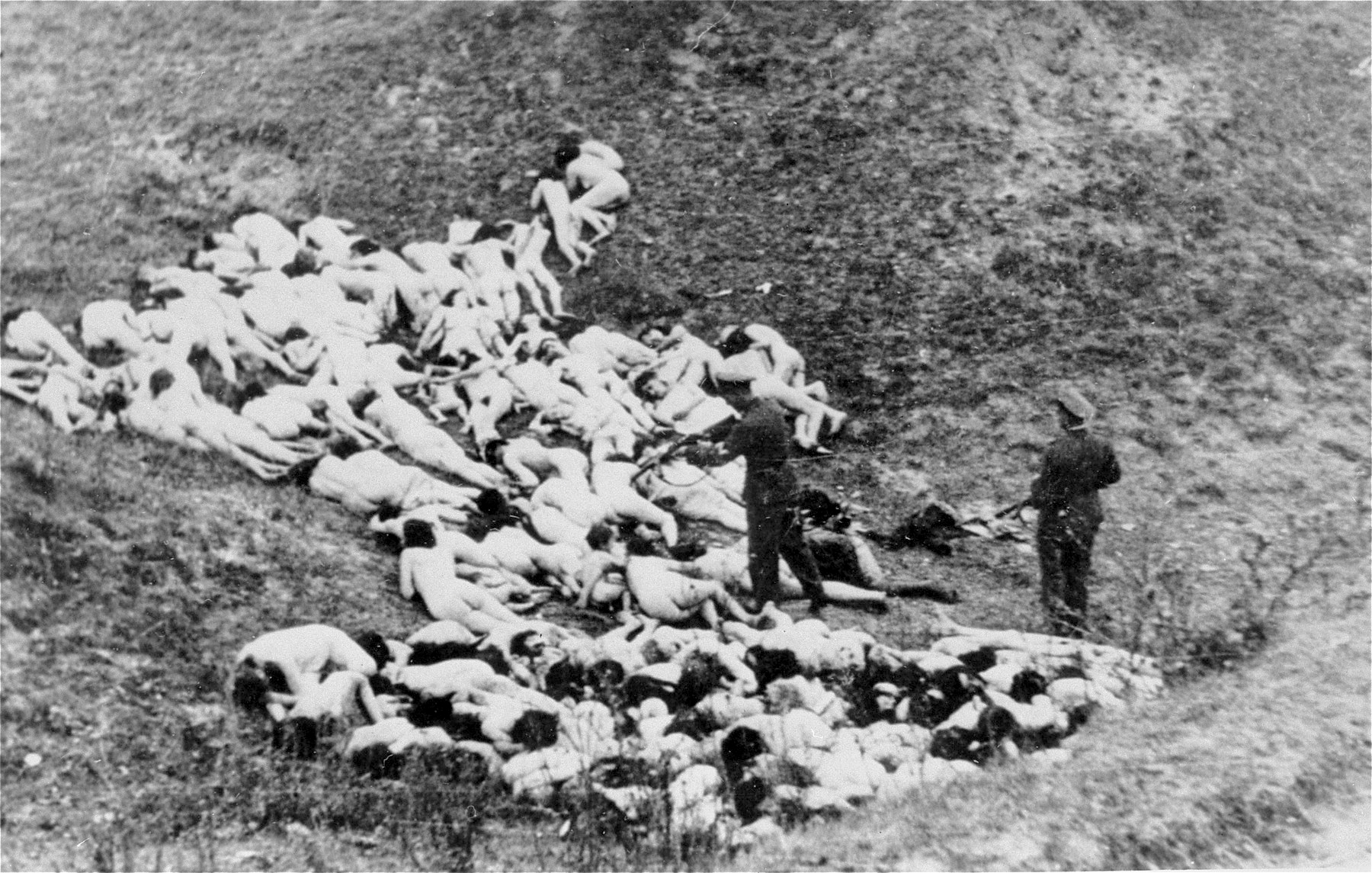
Немецкий полицейский добивает выживших еврейских женщин и детей после массовой казни

Национал-социализм (также нацизм) — идеология, связанная с Национал-социалистической немецкой рабочей партией (НСДАП), одна из форм фашизма, отрицающая либеральную демократию и парламентаризм и включающая в себя антисемитизм, антикоммунизм, ультранационализм, а также научный расизм, практикующий евгенику и расовую гигиену. Нацизм поддержал псевдонаучные теории социального дарвинизма, нордизма и расовую теорию Гюнтера, на основании которых 15 сентября 1935 года были приняты Нюрнбергские расовые законы, положившие начало геноциду различных этнических и социальных групп в Германии, её союзниках во Второй мировой войне и на оккупированных ими территориях — Холокосту.
На формирование идеологии нацизма оказали влияние германский национализм (пангерманизм и Фёлькише), исторически сильный антисемитизм (см. например, «Легенда об ударе ножом в спину»), расизм начала XX века и итальянский фашизм. Нацизм происходит из идеологии, сформировавшейся в Немецкой рабочей партии (ДАП), основанной 5 января 1919 года. В сентябре того же года в ДАП вступил бывший художник и ветеран Первой мировой войны Адольф Гитлер, 24 февраля 1920 года опубликовавший программу «25 пунктов». В этот день партия сменила своё название на НСДАП. К концу 1920 года НСДАП насчитывала 2000 членов, а к 1923 году их число составляло уже около 20 000 человек. 9 ноября 1923 года НСДАП совершила неудачную попытку государственного переворота, нацистские лидеры были заключены в тюрьму, где Гитлер пишет свой автобиографический манифест «Моя борьба» — важный источник идей нацизма. Спустя несколько лет Гитлер стал рейхсканцлером Германии, упразднил должность президента, и в январе 1933 года НСДАП стала правящей партией (а с июля 1933 года — единственной законной партией в Германии). По итогу Второй мировой войны НСДАП потеряла власть, партийные деятели были осуждены на международном суде, а Адольф Гитлер закончил жизнь самоубийством.

### Железная гвардия (Румыния)

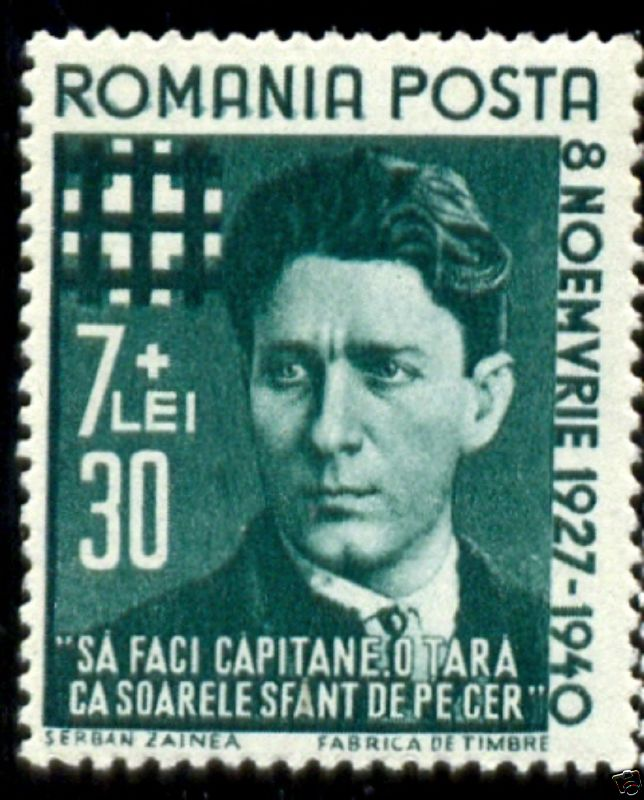
Почтовая марка Румынии с изображением Корнелиу Зеля Кодряну и флагом партии «Железная гвардия», 1940

«Железная гвардия» (рум. Garda de fier) — фашистское движение, существовавшее в Румынии с 1927 по 1941 год. В прошлом участник Гвардии национального сознания и Лиги национальной христианской защиты, юрист по образованию, Корнелиу Зеля Кодряну основал это движение 24 июля 1927 года под названием «Легион архангела Михаила». Сформированные в детстве антисемитские настроения Кодряну, а также реальная угроза советской оккупации Румынии укрепили в Кодряну убеждённость в еврейском происхождении коммунизма. Вместе с глубокой религиозностью это отразилось на идеологии Железной гвардии. Легион был тесно связан с Румынской православной церковью, её идеи использовались и трактовались легионерами. Легионеры считали, что рост насилия — один из признаков мира накануне грядущего Второго пришествия Христа. В идеологии Легиона преобладали эсхатологические мотивы и культ смерти. В экономическом плане Легион отвергал капитализм, выступая за национализацию предприятий. При этом, в отличие от марксизма, Гвардия отвергала урбанизм, акцентируя внимание на культурном наследии сельской Румынии, а сам Кодряну всегда появлялся на публике в народном костюме. Кодряну начал антисемитскую кампанию, обвиняя евреев в посягательстве на духовное наследие румын и надругательстве над церковью, а также в отступлении от Ветхого Завета. С 1927 года движение начало еврейские погромы.
В 1938 году, после продолжительного конфликта с румынским правительством, Кодряну был осуждён и застрелен во время побега (неофициальная версия говорит о расстреле). После его смерти 30 ноября 1938 года движение возглавил более прагматичный и менее радикальный Хория Сима. Однако, в 1940 году Сима поддержал переворот генерала Иона Антонеску, и Железная гвардия пришла к власти, установив однопартийную диктатуру. Вскоре отношения Симы и Антонеску испортились, легионеры предприняли попытку мятежа, который закончился разгромом Железной гвардии 23 января 1941 года.

### Испанская фаланга (Испания)

Партийный флаг Фаланги

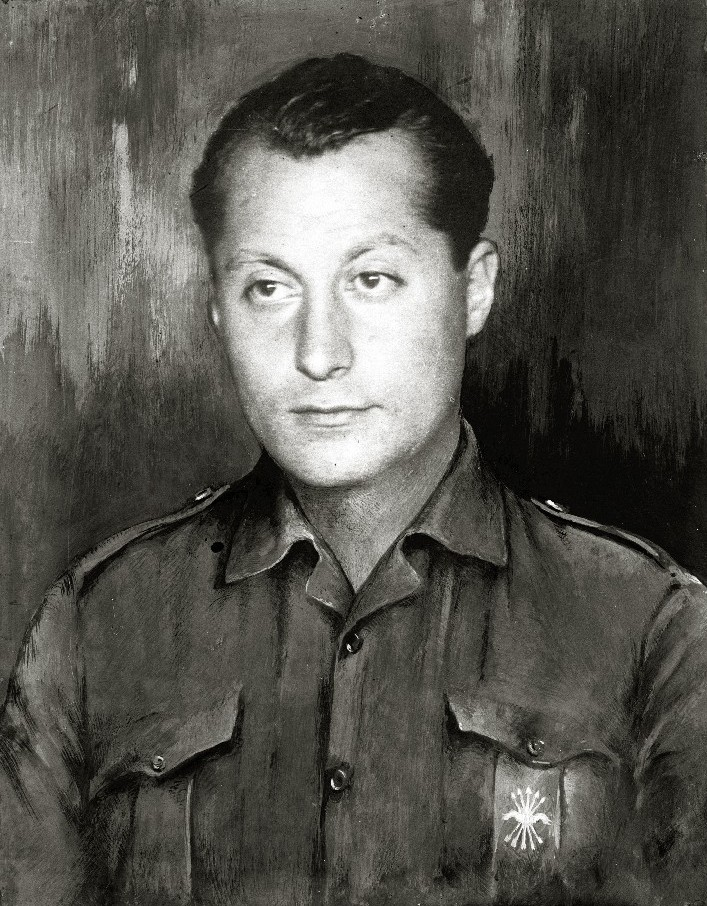
Хосе Антонио Примо де Ривера

Испанская фаланга (исп. Falange Española) — фашистская политическая партия, основанная в Испании в 1933 году Хосе Антонио Примо де Риверой, сыном бывшего испанского диктатора. Согласно Манифесту от 1934 года, основными идеями Фаланги являются: национализм, милитаризм, национал-синдикализм, корпоративизм, антикапитализм и секуляризм. Несмотря на то, что до войны партия не была популярной (0,07 %, или 6800 голосов на выборах 1936 года), с началом Гражданской войны в Испании Фаланга становится одной из ведущих сил войны, а число членов партии быстро возрастает до нескольких сотен тысяч. Однако, лидер партии, Хосе Антонио, был арестован республиканскими властями и 20 ноября 1936 года казнён. Лидером партии становится Мануэль Эдилья. 19 апреля 1937 года каудильо Испании Франсиско Франко объединяет Фалангу с партией карлистов, запрещая при этом все остальные партии. 25 апреля Франко арестовывает Эдилью и ещё около 600 фалангистов, занимая его должность лидера партии. По итогам войны партия теряет 60 % своих изначальных членов, но становится правящей партией Испании на следующие 36 лет. После смерти Франко в 1975 году партия теряет власть, в Испании начинается процесс демократизации.

### Интегрализм (Бразилия)
Бразильский интегрализм — политическое движение с фашистской идеологией, основанное в октябре 1932 года Плиниу Салгаду. Движение заимствовало многие черты европейских массовых движений того времени, особенно итальянского фашизма. Однако интегралисты не признавали расизм, что отражено в их слогане «Единение для всех рас и народов» и в том, что в партию принимали людей разных рас, в том числе негров.

### Русский фашизм

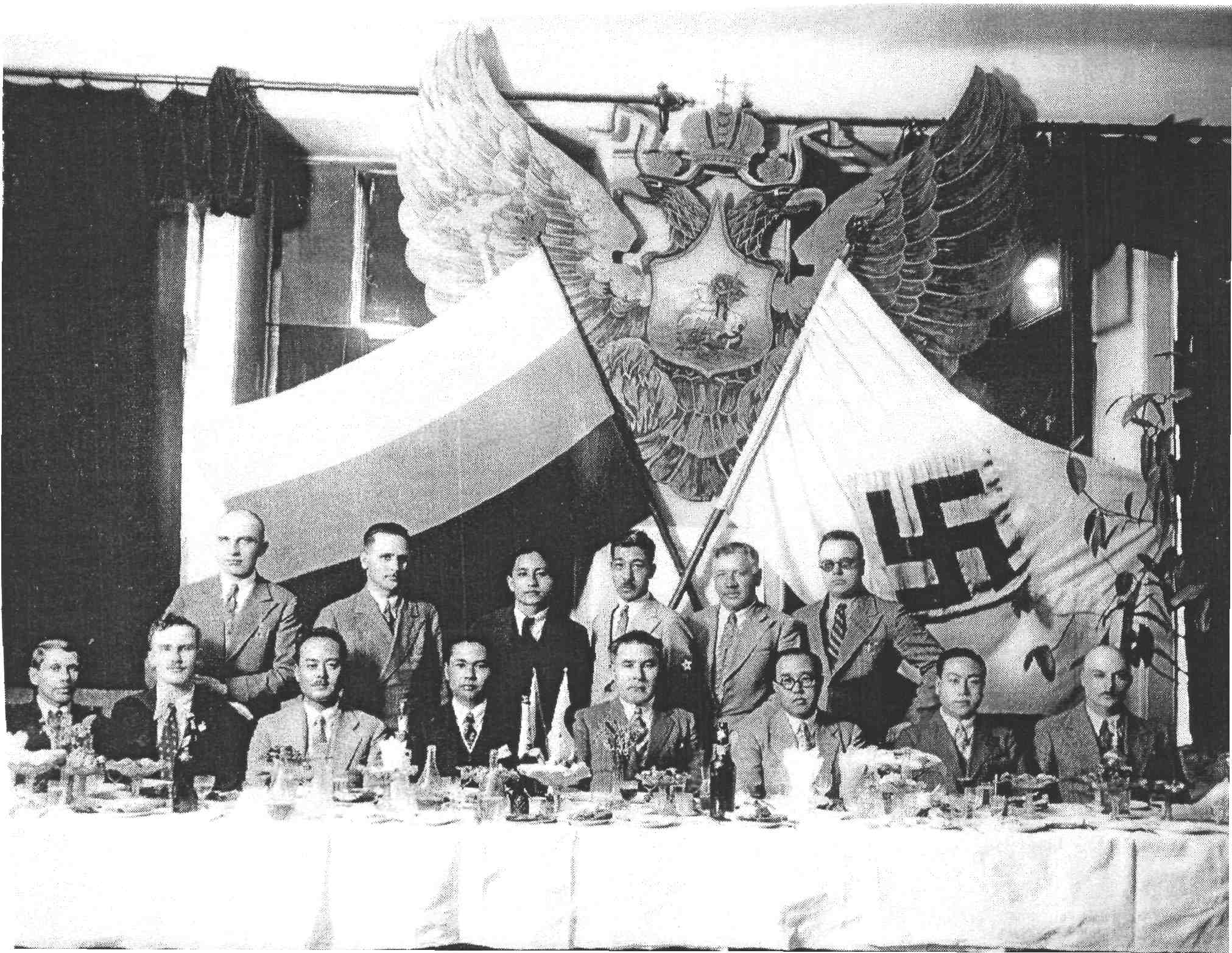
Константин Родзаевский, Лев Власьевский, Акикуса Сюн и др. на банкете в Харбине по случаю учреждения Бюро по делам российских эмигрантов в Маньчжурской империи, декабрь 1934 года

Период развития русского национализма начался в 1930-е — 1940-е годы, характеризующийся симпатией к итальянскому фашизму, ярко выраженным антисоветизмом, а также частично антисемитизмом. Русский фашизм был распространён среди белоэмигрантских кругов, проживающих в Германии, Маньчжурии и США и имел свои корни в движении, известном в истории как «чёрная сотня». Главным идеологом русского фашизма был Константин Родзаевский, основатель Российской фашистской партии.
В Германии и США (в отличие от Маньчжурии) политической активности они практически не вели, ограничиваясь изданием антисемитских газет и брошюр. С началом Второй мировой войны русские фашисты в Германии поддержали Гитлера и влились в ряды русских коллаборационистов.
Русский неонацизм представляет собой движение, объединяющее экстремистские, националистические организации, близкие по своим программным установкам к национал-социализму и попадает в поле зрения СМИ в связи с преступлениями, совершёнными на почве межнациональной розни и нетерпимости.

### Украинские движения
В 1924 году в Чехословакии украинскими эмигрантами Петром Кожевниковым и Леонидом Костаривым была создана фашистская организация Союз украинских фашистов (СУФ). В 1925 году СУФ стал соучредителем Лиги украинских националистов (ЛУН), которая послужила базой для последующего формирования Организации украинских националистов (ОУН).
Некоторые исследователи связывают с фашизмом Организацию украинских националистов. Ряд исследователей относит ОУН к фашистским организациям. Дэвид Марплз характеризует организацию как типичное фашистское движение межвоенного периода, схожее с итальянским. Пер Андерс Рудлинг считает, что идеология ОУН, как и других фашистских и ультраправых партий Восточной Европы того времени, во многих отношениях была более экстремистской, чем у итальянского фашизма. Дмитрий Донцов, теоретик украинского национализма, идеи которого легли в основу политической платформы ОУН, в статье «Фашисты ли мы?» (1923) писал: «Политический и морально-психологический дух, которым дышат украинские националисты, бесспорно, является фашизмом». Степан Бандера в 1940 году заявлял: «Эти новые националистические движения носят разное название в разных странах: в Италии — фашизм, в Германии — гитлеризм, у нас — украинский национализм». Один из руководителей ОУН Я. Оршан в брошюре «Время национализма» писал: «Украинский национализм оперирует термином „национализм“ в том понимании, как национализм немецкий и итальянский терминами „национал-социализм“ и „фашизм“. Национализмы: фашизм, национал-социализм, украинский национализм — это разные национальные проявления одного духа».
Это мнение не является общепринятым. Так, согласно определению Института истории НАН Украины, ОУН представляла собой праворадикальное движение, ориентированное на создание национального государства с тоталитарным политическим режимом. Большая российская энциклопедия описывает идеологию ОУН как основанную на принципах, предложенных Николаем Михновским в брошюре «Самостiйна Україна» (Львов, 1900), и идеях украинского интегрального национализма, изложенных Дмитрием Донцовым в работе «Национализм» (Львов, 1926). Нацизму не симпатизировал лидер ОУН Евгений Коновалец. Ещё до прихода Гитлера к власти глава ОУН в письме Дмитрию Андриевскому, обсуждая одну из работ последнего, рекомендовал ему «не слишком увлекаться гитлеризмом». Коновалец при этом подчёркивал, что, по его мнению, украинских националистов нельзя отождествлять с фашистами: «нас нельзя назвать ни фашистами, ни национал-социалистами, ни приравнивать ни к ирландцам, ни к индусам, поскольку мы украинские националисты». Позднее идеолог ОУН Микола Сциборский в своей «Нациократии» писал, что «будущее Украинское Государство не будет ни фашистским, ни национал-социалистическим, ни „примодериверовским“». На ІІІ Чрезвычайном Съезде ОУН(б) (1943) произошла либерализация идеологии ОУН, были провозглашены демократические права. В постановлениях этого съезда провозглашалось, что ОУН борется против империй, против «эксплуатации нации нацией», и поэтому он борется против Германии и СССР. ОУН равно выступает против «интернационалистических и фашистско-национал-социалистических программ».

### Перконкрустс в Латвии
Первая организация нацистского толка появилась в Латвии ещё в 1920 году: Латышский национальный клуб (Latvju nacionālais klubs). В том же году была основана радикально-националистическая молодёжная организация: Национальный молодёжный союз латышей (Latviešu nacionālā jaunatnes savienība). Эта организация привлекала в свои ряды «фронтовое поколение» — молодёжь, участвовавшую в Боях за независимость и желавшую вознаграждения за свои жертвы через лидирующую роль в государстве. Среди лидеров были Индрикис Поне, Янис Штельмахер и Густавс Целминьш — двое последних создали свои национал-социалистические партии в начале 1930-х годов. Уже в самом начале Штельмахер выражал антисемитские взгляды — недовольство тем, что евреи занимают места в Латвийском университете.
В начале 1922 года молодёжный союз уже превратился в сплочённую организацию и попробовал свои силы, атаковав первомайскую демонстрацию социал-демократов в Риге. Это привлекло внимание и новый приток молодёжи в организацию. В свою очередь, Латышский национальный клуб расширял поддержку в среде университетских студентов.
После двух взрывов бомб, направленных против печатной прессы Социал-демократической партии, и опасной конфронтации с парламентским крылом этой партии власти приняли решение закрыть Клуб 18 февраля 1925 года. Однако уже в марте организация возродилась со слегка видоизменённым названием Клуб латышских националистов (Latvju nacionālistu klubs), проявив себя публично поздравительной телеграммой Муссолини.
В 1932 году было образовано радикально-националистическое Объединение латышского народа «Огненный крест» («Угунскрустс» — латышский аналог свастики). После запрета в 1933 году переименовано в Объединение латышского народа «Перконкрустс» («Громовой крест»), насчитывавшее к 1934 году до 5 тыс. человек. По решению Рижского окружного суда от 30 января 1934 года организация была закрыта и формально распущена, однако продолжала действовать нелегально. После переворота и установления диктатуры Улманиса несколько десятков членов «Перконкрустса» были осуждены к лишению свободы на разные сроки. Так, лидер организации Густавс Целминьш был осуждён на 3 года, а после отбытия наказания выслан из страны. Вернувшись в Латвию в 1941 году с немецкими оккупантами, Целминьш попытался возобновить свою организацию с идеей восстановления государственности Латвийской республики, «освобождённой» от большевиков. Однако планам Рейхскомиссариата «Остланд» это не отвечало, и 18 августа 1941 года «Перконкрустс» был запрещён. Однако члены этой организации сотрудничали с нацистами, участвуя в репрессиях и подготавливая статьи в нацистских печатных изданиях («Tēvija» и других).
Деятели «Перконкрустса» после Второй мировой войны проявили себя антисоветской деятельностью, защищая свой лозунг «Латвия для латышей». Этот лозунг стал идейной основой националистических движений в период второй Атмоды в Латвии, а затем и идеологии восстановленного государства.
В 1995 году в Латвии возобновлялся «Перконкрустс». Несколько раз его активисты пытались взорвать памятник советским солдатам — Освободителям Риги. После задержания и последующего тюремного заключения лидеров в 2000 году, «Перконкрустс» как организация свою деятельность не возобновил.
В настоящее время в Латвии функционирует «Центр Густава Целминьша» — организация латышских национал-радикалов, задачей которой, согласно уставу, является «пропаганда идеалов Целминьша».

### Усташи в Хорватии

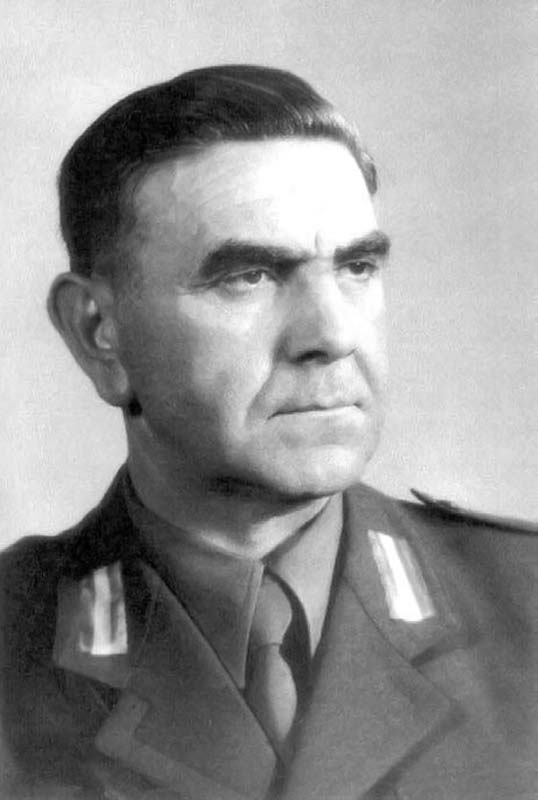
Лидер усташей Анте Павелич

Хорватский национализм зародился в XIX веке. Партии националистического толка, в первую очередь Партия права, видели в сербах препятствие созданию национального хорватского государства. Сербофобия усилилась, когда ведущую роль в Партии права стал играть Йосип Франк. В 1919 году секретарём Партии права стал адвокат Анте Павелич. Также была принята новая программа, определявшая целью партии «сохранение национальной самобытности и государственной самостоятельности хорватского народа».
20 июня 1928 года глава Хорватской республиканской крестьянской партии Степан Радич был смертельно ранен в Скупщине сербским депутатом-националистом Пунишей Рачичем. Это вызвало всплеск хорватского национализма и обострило сербско-хорватские отношения. После убийства Радича, Павелич в декабре 1928 года создал террористическую организацию «Хорватский домобран». 4 августа того же года хорват Йосип Шунич в качестве мести за смерть Радича убил сербского журналиста Владимира Ристовича. Король Александр I 6 января 1929 года провозгласил королевскую диктатуру, при которой были запрещены все националистические движения. Павелич бежал из страны.
В эмиграции Павелич довольно быстро наладил связи с ранее бежавшими из страны членами ХПП и франковцами. В первой половине 1932 года был создан Главный усташский штаб и начала издаваться газета «Усташа» (хорв. Ustaše — восставшие, повстанцы). В 1932 году усташские функционеры Лоркович, Будак и Елич смогли создать центр организации на территории Германии. В нём велась вербовка новых усташей, также были сделаны безуспешные попытки наладить связи с немецкой разведкой.
Более весомую поддержку усташи нашли в Италии и Венгрии — странах, заявлявших о территориальных претензиях к Югославии. Муссолини надеялся использовать усташей как средство давления на Белград и как возможного союзника в случае войны с Югославией. С его разрешения в 1931—1932 годах в Италии была создана сеть лагерей, где усташи проходили военно-политическую подготовку. В распространении хорватского национализма и подготовке усташей большую роль сыграло католическое духовенство (иезуитские гимназии, теологический факультет Загребского университета, «Великое братство крестоносцев»).
Терроризм стал основной деятельностью усташей. Крупнейшим известным усташским терактом стало убийство югославского короля Александра в Марселе 9 октября 1934 года, осуществлённое совместно с ВМРО. После убийства короля Александра усташи сделали ставку на помощь со стороны Германии и Италии. В октябре 1936 года Павелич направил в МИД Германии меморандум под названием «Хорватский вопрос», в котором пытался доказать, что разрушение Югославии и создание прогерманской Хорватии будет в интересах Берлина. Однако, тогда ему не удалось заинтересовать Гитлера идеей независимой Хорватии.
25 марта 1941 года было подписано соглашение о присоединении Югославии к Тройственному пакту. Это было расценено рядом политиков Югославии как предательство национальных интересов. В ночь с 26 на 27 марта произошёл переворот и правительство Цветковича и принц-регент Павел были свергнуты. 6 апреля 1941 года Гитлер принял решение о нападении на Югославию.

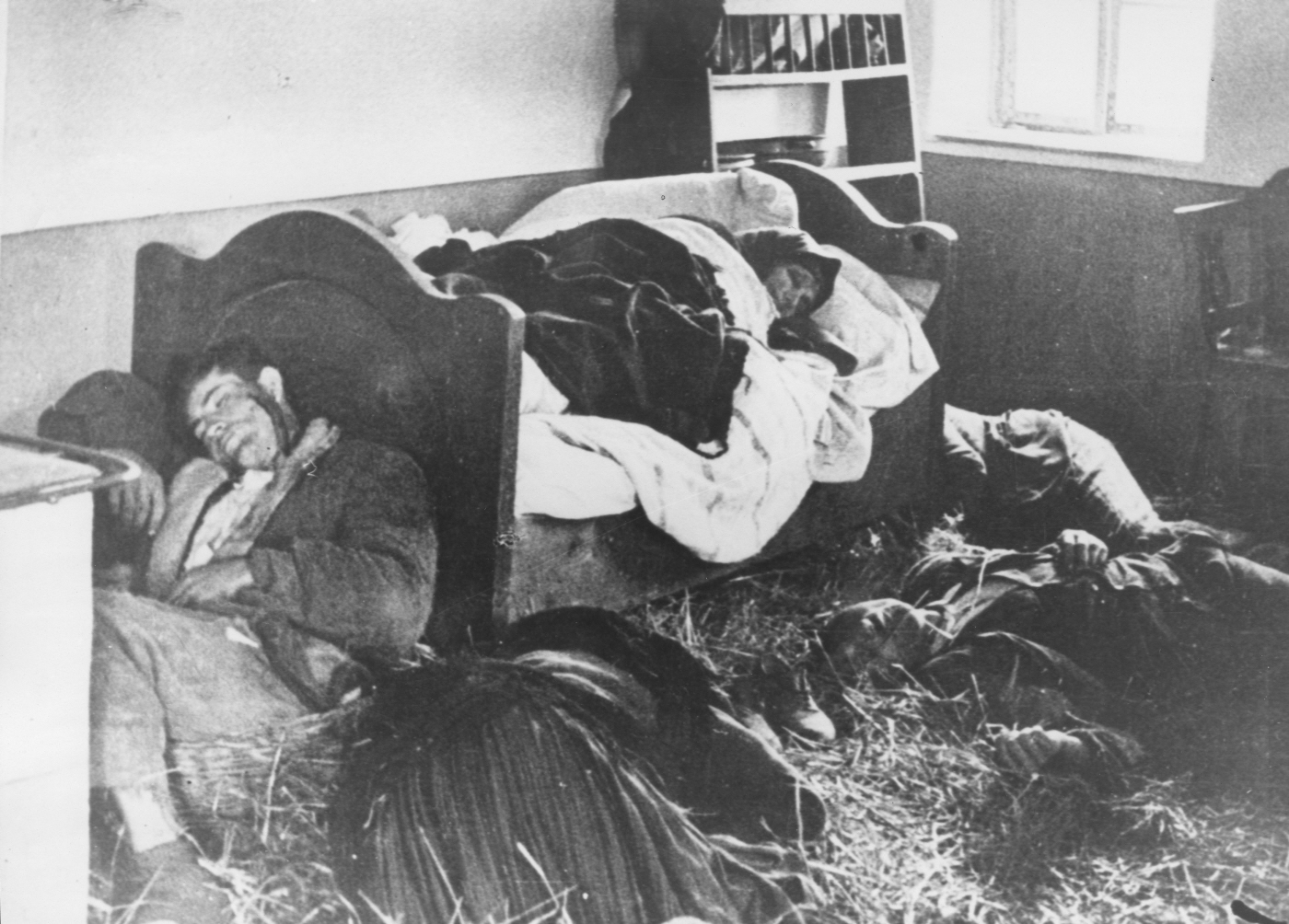
Убитая усташами сербская семья, 1941

10 апреля 1941 года было объявлено о провозглашении Независимого Государства Хорватии (НГХ, хорв. Nezavisna Država Hrvatska). Вечером 12 апреля 1941 года министр иностранных дел Германии Риббентроп сообщил, что Гитлер намерен в хорватском вопросе дать преимущество провозглашённому поглавником (вождём) полковнику Анте Павелич. 18 мая 1941 года формально главой НГХ был провозглашён итальянский принц из савойской династии Аймоне — как король Томислав II.
6 июня 1941 года германское правительство определило окончательные границы НГХ: помимо большей части территории современной Хорватии (без Истрии), в состав НГХ вошли Босния, Герцеговина и Санджак. Боснию и Герцеговину усташи объявили «исконной хорватской землёй». НГХ было частью оккупационной системы, установленной в Югославии. Однако оно обладало реальными атрибутами государства и некоторой самостоятельностью в проведении внутренней политики. Широкие слои хорватского населения видели в нём реализацию национальной государственности. НГХ поддерживало большинство хорватского населения и часть боснийских мусульман.
Власть усташей представляла собой радикально-националистический режим с сильными тоталитарными чертами. Усташи и их идеология в новом государстве заняли абсолютно монопольное положение. Все политические партии и общественные движения были запрещены. Только члены движения могли занимать важные государственные должности. В звании поглавника Павелич сосредоточил всю власть в своих руках и способствовал созданию вокруг себя культа личности: сам принимал все законы, назначал членов высшего руководства и функционеров усташского движения. В НГХ не существовало каких-либо выборных органов ни на государственном, ни на локальном уровнях.
В 1944 году министр внутренних дел Младен Лоркович и военный министр Анте Вокич начали готовить переворот с целью свержения Павелича и присоединения НГХ к антигитлеровской коалиции. Однако их заговор был раскрыт, а сами они спустя некоторое время были расстреляны.

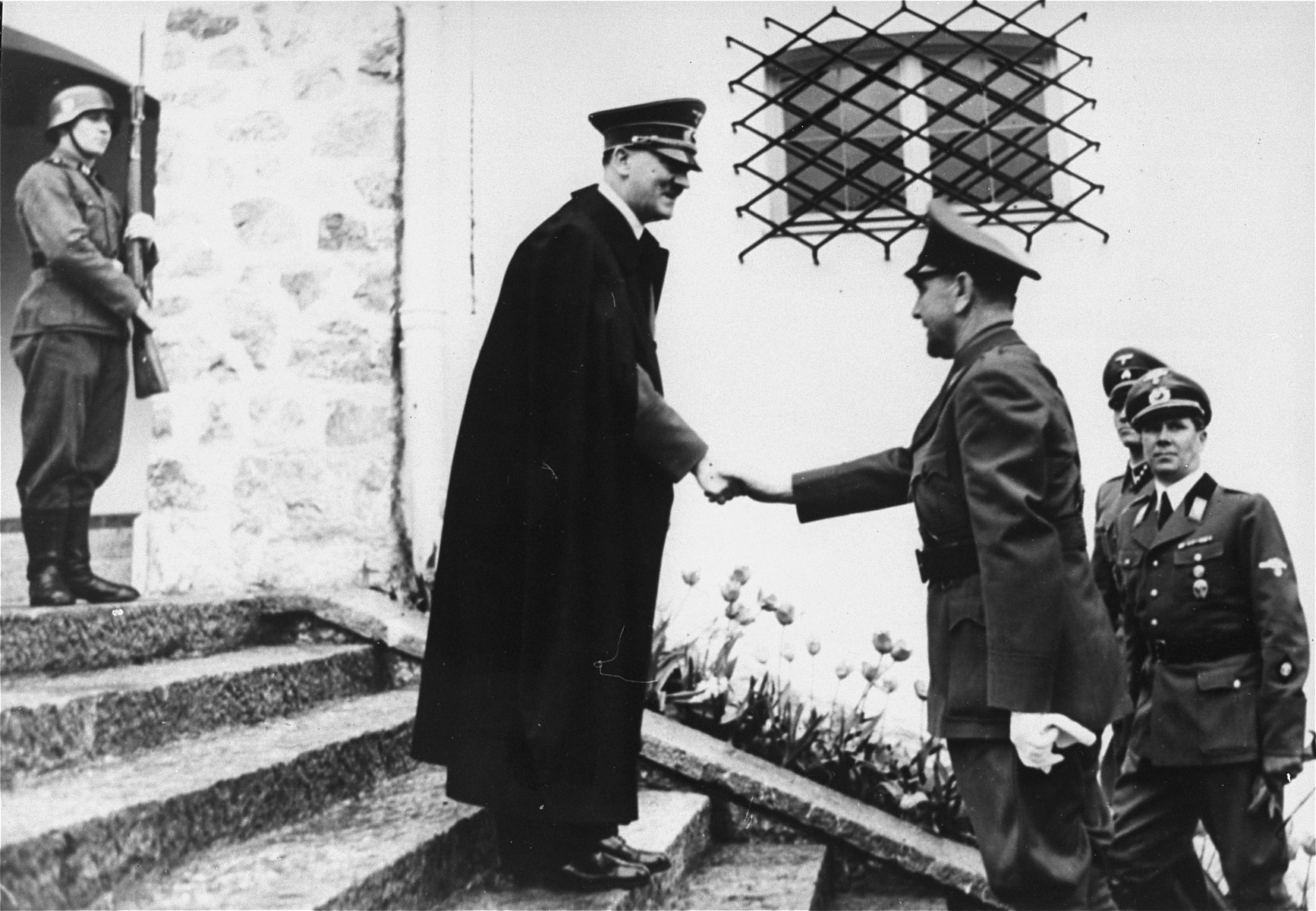
Гитлер и Павелич в Берхтесгадене, июль 1941 года

По примеру немецких СС были созданы специальные военные отряды усташей (хорв. Ustaška vojnica). По инициативе Павелича и с личного одобрения Гитлера на советско-германский фронт в начале осени 1941 года были отправлены несколько армейских подразделений, укомплектованных добровольцами, и известных как «легионеры». По оценкам О. В. Романько, хорваты показали себя лучше, нежели другие национальные формирования нацистской Германии. Всего в боях погибло более 14 000 хорватов и боснийских мусульман, служивших в Вермахте и войсках СС.
Усташи планировали сделать своё государство полностью мононациональным. Усташи изображали сербов как врагов хорватского народа, которым не место в НГХ. Кульминацией стали массовые убийства сербов и их интернирование в многочисленные концлагеря. Режим усташей издал расовые законы по образу и подобию Нюрнбергских законов, направленные против сербов, евреев и цыган. 17 апреля 1941 года был утверждён закон о защите народа и государства, вводивший смертную казнь за угрозу интересам хорватского народа или существованию Независимого государства Хорватия. 25 апреля принимается закон о запрещении кириллицы, 30 апреля — о защите «арийской крови и чести хорватского народа» и о расовой принадлежности и т. д. 5 мая 1941 года усташское правительство опубликовало постановление, по которому Сербская православная церковь переставала действовать в независимой Хорватии. 2 июня последовало распоряжение о ликвидации всех сербских православных народных школ и детских садов.
После победы Антифашистской коалиции во Второй мировой войне в мае 1945 года многие члены режима усташей бежали за границу. Югославские коммунисты расстреляли остатки усташей. Массовая казнь усташей была организована в австрийском городе Блайбург.
Из кругов эмигрантов-усташей сформировались террористические подпольные группировки. Хорватские ультранационалисты создали свои центры в Германии, США, Канаде, Австралии и Аргентине и объявили себя «хорватским освободительным движением» (хорв. Hrvatski Oslobodilački Pokret).
Павелич в 1947 году прибыл в Аргентину и прожил до конца 1950-х годов в Буэнос-Айресе, служил советником по безопасности аргентинского диктатора Хуана Перона.
Вопрос деятельности усташей вновь привлёк к себе внимание в годы распада Югославии. В 1991 году президент Хорватии Франьо Туджман позволил вернуться в Хорватию находившимся в эмиграции усташам. В одном из своих выступлений Туджман заявил, что Хорватия времён Второй мировой войны была не только нацистским образованием, но и выражала тысячелетние стремления хорватского народа.

## Парафашизм
Парафашизм — термин, используемый для описания авторитарных режимов, отличающихся от подлинных фашистских государств или движений. Некоторые движения и режимы имеют определённые черты фашизма, но учёные в целом согласны, что они не являются фашистскими. Такие группы являются, как правило, антилиберальными, антикоммунистическими и используют схожие с фашистскими политические или военные методы, но у них отсутствует революционная цель фашизма — создание нового национального характера.

## Комментарии
1. ↑  Палингенный ультранационализм многими учёными считается основой и определяющим признаком фашизма[5].